# Vrbnik (Biskupija)
Vrbnik is een plaats in de gemeente Biskupija in de Kroatische provincie Šibenik-Knin. De plaats telt 323 inwoners (2001).